# Château de Marigny (Mayenne)
Pour les articles homonymes, voir Marigny.
Le Château de Marigny est un château français situé à Alexain, dans le département de la Mayenne et la région des Pays de la Loire. Il est situé à 2 kilomètres au Nord-Est du bourg.

## Désignation[1]
- La seigneurie de Marigné, 1423 (Archives départementales de la Sarthe, H. 1.371).
- Marigni, 1500 (Archives départementales de la Sarthe, 1.416).
- Marigné, 1630 (Registre paroissial).
- Marigné, château, chapelle fondée, étang, moulin (Hubert Jaillot).
- Marigny, (Carte de Cassini, Carte d'État-Major)

## Histoire
« La terre de Marigni, , située dans les paroisses de Placé, Alexain, Saint-Germain-d'Anxure, Contest, est composée de plusieurs seigneuries, savoir : Surgon, Hambers, la Haute-Bruère, qui relèvent du duché de Mayenne ; Marigni, les Mezerais, le Grand-Revoux, Montgaulcher, qui relèvent de la Feuillée, fief mouvant aussi du Duché de Mayenne ; enfin le petit fief de la Bressinière qui relève de la seigneurie de la Chancellerie, aussi mouvante de Mayenne … Elle a de fort beaux droits : droit de haute justice sur les deux seigneuries qui composent cette terre, Surgon et Hambers ; droits honorifiques dans l'église de Placé, patronage direct et haute justice du grand cimetière et de l'église d'Alexain, présentation d'une chapelle en l'église d'Alexain et d'une autre à Marigni, mille et un journaux et vingt et une perches en domaine, 2.397 journaux en directe et 300 journaux en mouvant. ». le feudiste Chenou, 1774. »
.

## Description
Le corps de logis est flanqué de deux pavillons sous toits distincts, celui du midi orné d'une tourelle d'angle en encorbellement, l'autre qui servait de chapelle. Au centre est un bel escalier en marches monolithes. Le chiffre 1563 gravé sur la porte indique la date d'une reconstruction presque complète. A la fin du XIXe siècle, toute la façade donnant sur la rivière ne tenait que par des étais. Une grosse tour isolée fut habitée, dit la tradition populaire, par un chevalier croisé auquel les Sarrasins avaient crevé les yeux.

## Chapelle
La chapelle de Sainte-Marguerite, fondée de deux messes par semaine, eut entre autres chapelains Julien de Fontenailles, fils de Jean de Fontenailles et d'Yvonne, tonsuré à Laval le 9 mars 1571, qui porta les armes dans les rangs des ligueurs ; François de Fontenailles, fils de Tristan de Fontenailles et de Renée, 1592 ; Madelon de Fontenailles, 1659 ; François Leblanc, fils du sieur de la Vignolle, 1656, † 1689 ; Jean Durand, curé doyen de Mayenne, 1689, † 1706 ; Louis-Guillaume Leblanc de l'Ile, de Bordeaux, chevalier non profès de Malte, 1751.[réf. souhaitée].

## Seigneurs[1]

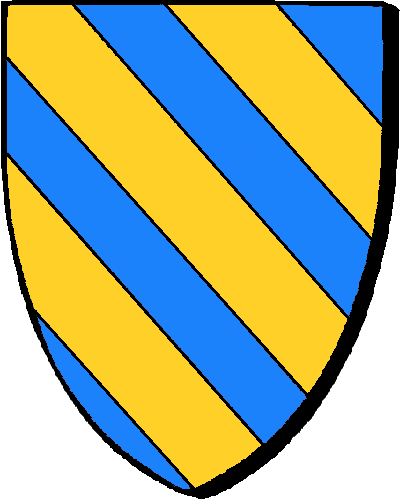
Armes de la famille Lefebvre de la Faluère : d'azur à 3 bandes d'or

La famille Lefebvre de la Faluère était établie dans le commerce à Blois avant que Jean Le Febvre ne s'installe comme grenetier à Laval en 1544. Elle tire son nom de la Falluère, en Avesnières. Ses descendants ont occupé des postes au Parlement de Paris, au Parlement de Bretagne et au Grand-Conseil. En Mayenne, ils se sont établis dans plusieurs domaines, notamment à la Falluère, à la Sicorie, au Bois Gamats, à Monternault et à Marigny.

## Sources et bibliographie
- « Château de Marigny (Mayenne) », dans Alphonse-Victor Angot et Ferdinand Gaugain, Dictionnaire historique, topographique et biographique de la Mayenne, Laval, A. Goupil, 1900-1910 [détail des éditions] (BNF 34106789, présentation en ligne)